# Kalanga
Kalanga eller ikalanga är ett bantuspråk som talas av omkring 850 000 personer; 700 000 personer i Zimbabwe, mestadels sydväst om Bulawayo och vid gränsen mot Botswana, och ytterligare 150 000 i Botswana, där det talas i distrikten North-East och Central.
Skriftspråket använder latinska alfabetet.